# Zespół klasztorny Franciszkanów w Kadynach
Zespół klasztorny franciszkanów w Kadynach – zespół klasztorny franciszkanów zbudowany w latach 1745–1799, w Kadynach na wzniesieniu, w miejscu staropruskiego grodu plemienia Pomezanów.

## Historia
W 1682 roku właścicielem Kadyn został Jan Teodor Schlieben – wojewoda inflancki oraz jeden z przywódców opozycji antyelektorskiej w Prusach Książęcych. Wyznawca luteranizmu stał się gorliwym katolikiem pod wpływem jezuitów z Reszla, co doprowadziło do aktywnego wspierania przez niego Kościoła katolickiego. Jeszcze przed 1682 rokiem rozpoczął budowę kaplicy ku czci św. Antoniego z Padwy oraz pomieszczeń mieszkalnych dla zakonników, w miejscu średniowiecznego grodu, na wzgórzu górującym nad Kadynami. Zwrócił się następnie do o. Erazma Marona, prowincjała wielkopolskiej prowincji bernardynów, aby objął swoją opieką to miejsce.
Schlieben planował wybudować w miejscowości kościół oraz Domek Loretański. Osiedlenie się bernardynów miało skutkować, w zamyśle fundatora, nawracaniem przez nich protestantów w okolicach Gdańska i Elbląga. Schlieben podarował zakonnikom nie tylko miejsce pod budowę kościoła i klasztoru, ale również cztery morgi pruskie gruntu, łąkę oraz zwierzęta gospodarcze (dwa konie i dwa woły) i dwa wozy. Zrezygnował z pobierania opłaty za wyrąb drzewa w lesie oraz za połów ryb. Również jego syn wsparł franciszkanom obdarowując ich ziemią.
Po rozbiorach Polski tereny wokół Elbląga zostały włączone do Prus. Wtedy właśnie klasztor zaczął podupadać, a jego ostateczny koniec i zamknięcie nastąpiły 6 kwietnia 1826 roku, kiedy trzech ostatnich zakonników przeniesiono do innych klasztorów. Budynki klasztorne zostały w części rozebrane, a te, które pozostały, coraz bardziej niszczały, aż popadły w całkowitą ruinę.
Z nastaniem lat 90. XX wieku ruinami kościoła zainteresowała się minister kultury i sztuki Izabella Cywińska. Zamysłem ministerstwa było stworzenie w odbudowanym obiekcie domu pracy twórczej dla ludzi kultury. Po odbudowie murów budowli i przygotowaniu stalowej konstrukcji pod nowy dach, brak środków wymusił przerwanie dalszych prac.
Niedokończony budynek przekazany został kurii biskupiej w Olsztynie, a jej przełożony biskup Edmund Piszcz wystąpił do krakowskiej prowincji braci mniejszych pw. Niepokalanego Poczęcia Najświętszej Maryi Panny, z propozycja przejęcia przez nich pieczy nad kadyńskim klasztorem. Wobec negatywnej odpowiedzi, biskup Piszcz zwrócił się następnie do księży salezjan, których parafia w Tolkmicku obejmuje swoim zasięgiem tereny klasztoru. Także oni odmówili przejęcia zabudowań.
Kiedy powstała Prowincja św. Franciszka, biskup zwrócił się do jej zarządu o objęcie opieką kadyńskiego zabytku. Zgoda jej władz zapoczątkowała nowy okres w dziejach klasztoru.

## Kościół

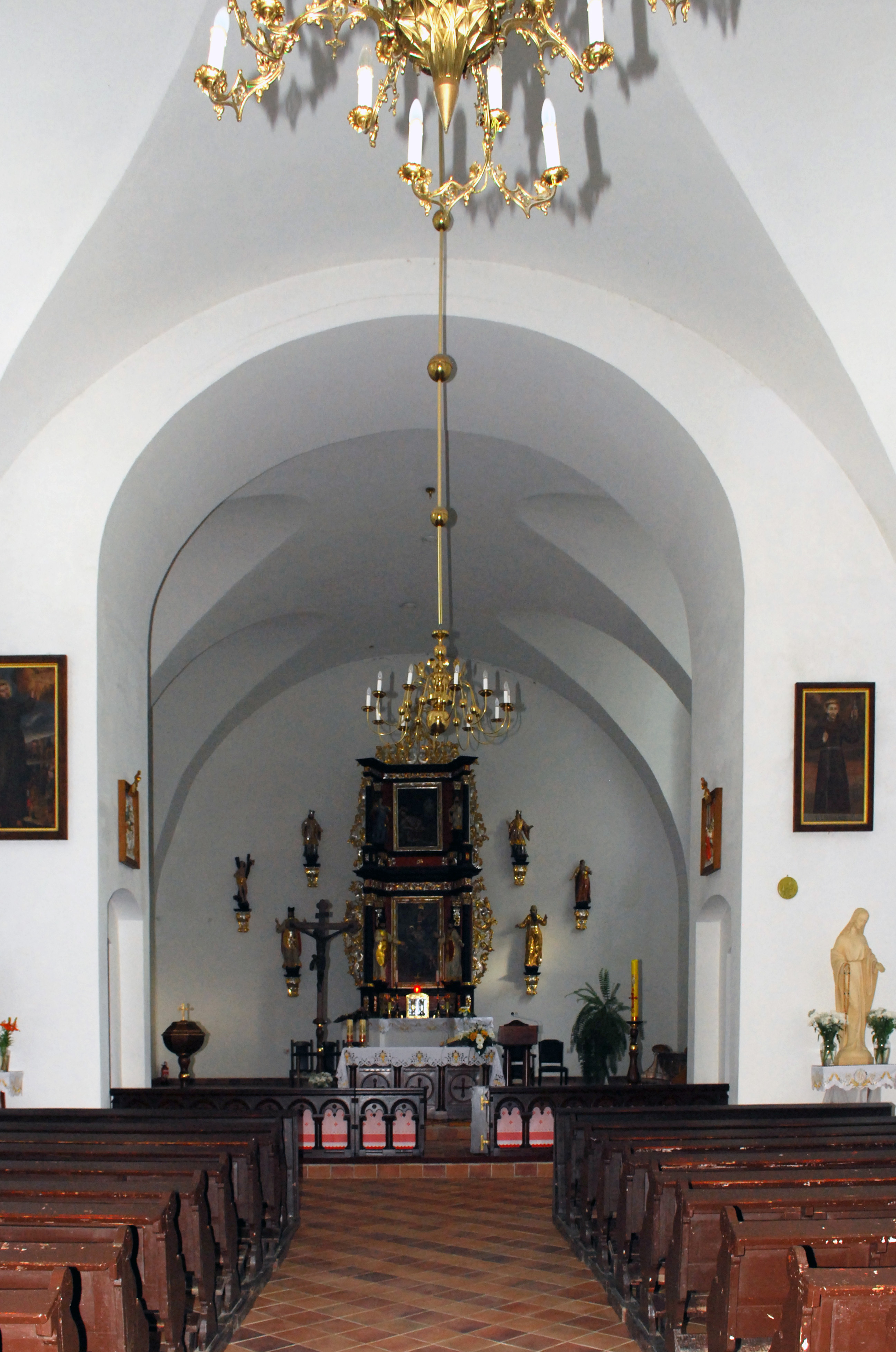
Współczesne wnętrze odbudowanego częściowo kościoła

Pierwsza kaplica w miejscu powstania przyszłego kościoła, była drewniana. Nawet mały pożar mógł doprowadzić do jej całkowitego zniszczenia, dlatego zakonnicy starali się o postawienie budynków murowanych. Kamień węgielny pod budowę świątyni poświęcił sufragan warmiński biskup Franciszek Kurdwanowski. Budowę kościoła rozpoczęto w 1716 roku i trwała aż do 1727 roku, kiedy ukończono prezbiterium i zakrystię. Nawę główną i wieżyczkę skończono budować dopiero w 1739 roku. Kolejne lata trwało wyposażanie wnętrza. Konsekracja świątyni nastąpiła 21 czerwca 1743 roku, a dokonał jej sufragan chełmski Jan Chryzostom Krasiński.
Ołtarze boczne w kościele poświęcono: św. Franciszkowi z Asyżu, św. Antoniemu z Padwy, św. Józefowi oraz św. Annie. Ołtarz główny poświęcony był Matce Bożej Niepokalanie Poczętej. Z boku kościoła znajdowała się kaplica Matki Bożej Loretańskiej. Wszystkie ołtarze imponowały zdobieniami i złoceniami, które wykonał zakonnik Antoni Słaboszewski (Kaplica Loretańska i ołtarz św. Anny) oraz w przypadku pozostałych – nieznany z imienia artysta, nazwiskiem Baar. Za głównym ołtarzem znajdowały się bogato zdobione stalle chóru zakonnego. W 1752 roku zakupiono do kościoła stacje drogi krzyżowej, w 1755 roku nowe organy, natomiast w 1775 roku wybudowano wieżę frontową świątyni. Kościół wybudowany został w stylu barokowym i powierzony w opiekę św. Antoniemu z Padwy.
Po zamknięciu klasztoru wyposażenie kościoła zostało przeniesione do archikatedry we Fromborku.

## Klasztor
Pierwszy klasztor, który zbudowano, był drewniany, co było przedmiotem obaw zakonników, gdyż taka konstrukcja mogła zostać łatwo strawiona przez pożar. Konstrukcję murowaną rozpoczęto budować w 1714 roku. Był to jednopiętrowy, a zarazem jednoskrzydłowy budynek klasztorny, którego budowę ukończono w 1728 roku.